# Mitsubishi G4M
Chiếc Mitsubishi G4M (tiếng Nhật: 一式陸上攻撃機: Máy bay Tấn công từ Mặt đất Kiểu 1, tên mã của Đồng Minh là Betty) là một máy bay ném bom 2-động cơ đặt căn cứ trên đất liền của Hải quân Đế quốc Nhật Bản trong Thế Chiến II. Nó được phe Đồng Minh đặt tên mã là "Betty" vì theo một quy luật bất thành văn, đặt tên cho máy bay tiêm kích và thủy phi cơ Nhật Bản những tên con trai, còn tên con gái được đặt cho máy bay ném bom và máy bay trinh sát.

## Thiết kế và phát triển

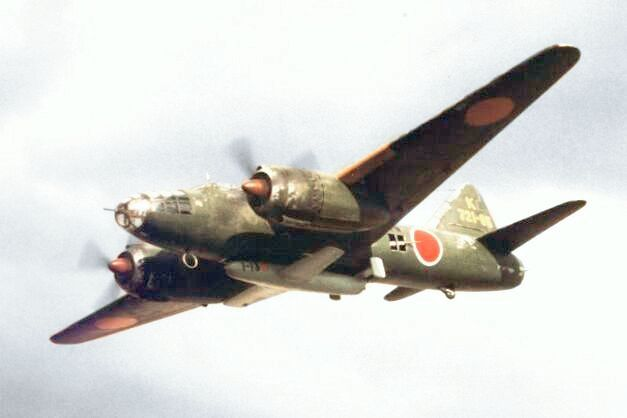
Máy bay ném bom G4M2e thuộc phi đội Kokutai 721 đang mang một "bom bay" Ohka

"Betty" có tầm bay khá xa và đạt tốc độ cao vào lúc đưa ra sử dụng. Tuy nhiên nó lại được biết đến do thùng nhiên liệu được bảo vệ quá kém - nên được phi công Đồng Minh đặt cho tên lóng chế nhạo là "que diêm phát một" ("one-shot lighter") hay "Zippo bay" (Zippo là một nhãn hiệu bật lửa của Mỹ). Tương tự, phi công Hải quân Nhật cũng gọi Betty là "Que diêm Kiểu 1" (Type One Lighter). Đó là do trong thực tế nhiều trường hợp, nó được dùng trong việc ném ngư lôi độ cao thấp làm hạn chế những tính năng ưu thế. Kích thước khá lớn của "Betty" khiến nó trở thành một mục tiêu lớn để nhắm bắn, và cách tiếp cận đơn giản thả ngư lôi đánh tàu chiến nói chung rất dễ bị ngăn chặn. Khi được sử dụng trong vai trò ném bom tầm trung và tầm cao để không kích các mục tiêu cố định trên mặt đất như kho tàng, hải cảng, sân bay..., "dễ ngăn chặn" lại là một vấn đề khác hẳn. Nhờ tầm bay xa và tốc độ cao, "Betty" có thể xuất hiện từ bất cứ hướng nào, và bay mất dạng trước khi những chiếc máy bay tiêm kích có thể can thiệp ngăn chặn chúng. Lúc gần cuối chiến tranh, "Betty" còn được dùng trong vai trò bệ phóng cho những máy bay cảm tử kiểu Thần Phong (kamikaze), thường mang dưới bụng một chiếc máy bay rocket cảm tử kiểu Ohka.

### Số lượng sản xuất
- G4M1 Kiểu 11: 1172 chiếc bao gồm các chiếc nguyên mẫu
- G4M2 Kiểu 22, 22 Ko và 22 Otsu: 429 chiếc
- G4M2a, Kiểu 24, 24 Ko, 24 Otsu, 24 Hei, và 24 Tei: 713 chiếc
- G4M3 Kiểu 34 Ko, 34 Otsu, và 34 Hei: 91 chiếc
- G6M1: 30chiếc.
- Tổng cộng các phiên bản: 2.435 chiếc.

## Lịch sử hoạt động

Mitsubishi G4M1 Kiểu 11 sản xuất đời đầu không có đầu trục quay cánh quạt

"Betty" có tính năng và nhiệm vụ tương tự như các máy bay ném bom 2-động cơ khác như Junkers Ju 88 của Đức, North American B-25 Mitchell, và American Martin B-26 Marauder. Những chiếc này đều được dùng trong vai trò chống tàu chiến, và tất cả ngoại trừ B-25 đều được dùng để ném ngư lôi. "Betty" nổi bật trong những trận tấn công tàu bè Đồng Minh trong khoảng thời gian 1941 đến đầu năm 1944, nhưng sau đó lại trở nên mồi ngon cho những chiếc tiêm kích của Hải quân, Không quân và Thủy quân Lục chiến Mỹ ngày càng hoàn thiện.
Trong vai trò máy bay ném ngư lôi, chiến công đáng kể của "Betty" là trận đánh chìm Prince of Wales và Repulse ngoài khơi Malaya. Nó tung ra cuộc tấn công chung với kiểu máy bay ném bom cũ hơn Mitsubishi G3M "Nell" đảm trách vai trò ném bom tầm cao. Chiếc HMS Prince of Wales và chiếc HMS Repulse là 2 tàu chiến chủ lực đầu tiên bị đánh chìm chỉ do không kích trong chiến tranh khi đang ở biển khơi. Cùng phi đội đã đánh chìm những chiếc tàu Anh sau đó đã tấn công tương tự vào tàu sân bay USS Lexington, nhưng phi đội tuần tra chiến đấu trên không của chiếc tàu sân bay và hỏa lực phòng không đã bắn rơi 17 máy bay Nhật.
Có lẽ sự kiện nổi tiếng nhất có liên quan đến chiếc G4M trong chiến tranh là vụ đánh chặn và bắn rơi máy bay Betty ký hiệu T1-323 đang chở Đô Đốc Nhật Bản Yamamoto Isoroku bởi máy bay P-38 Lightning của Mỹ vào ngày 18 tháng 4 năm 1943.
Trong sự kiện đàm phán đưa đến việc Nhật Bản đầu hàng, hai chiếc Betty không vũ trang, được mang ký hiệu radio Bataan 1 và Bataan 2 được gửi đến Ie Shima chuyên chở các đại biểu thương lượng trong chặng đầu của hành trình đến Manila.
Năm 1945, quân du kích Indonesia đã chiếm được nhiều sân bay của Nhật trước đây, trong đó có sân bay Bugis ở Malang, với nhiều chiếc G4M Betty tịch thu được. Đa số máy bay bị phá hủy trong thời kỳ 1945-1949 lúc diễn ra cuộc xung đột giữa thuộc địa Đông Ấn và Hà Lan tại Indonesia.

## Các phiên bản

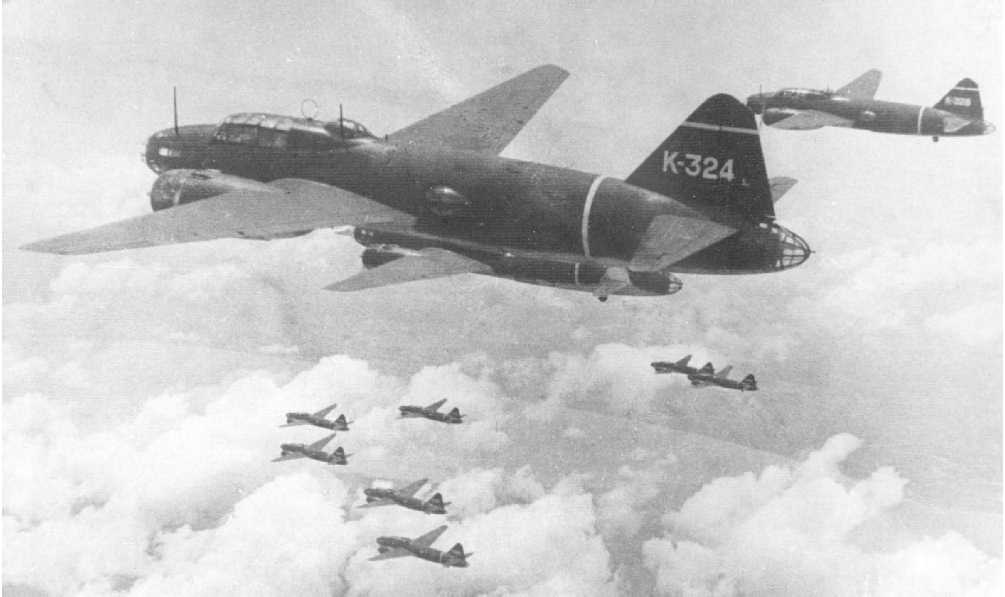
G4M1 sản xuất đời đầu, chóp đuôi dạng nguyên thủy

### G4M1
G4M1 Nguyên mẫuMáy bay Ném bom đặt căn cứ Đất liền Hải quân loại 1. hai chiếc được chế tạo.
G4M1 Kiểu 11Máy bay Ném bom Tấn công căn cứ Đất liền Hải quân loại 1. Kiểu ném bom đầu tiên được sản xuất.
G4M1 Kiểu 12trang bị động cơ Mitsubishi MK4E Kasei 1.530 mã lực (1.140 kW). Nhiều cải tiến ở thân.

### G4M2

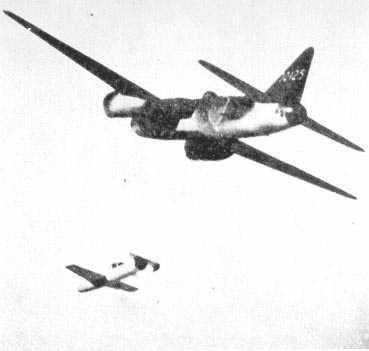
G4M2e Kiểu 24J phóng ra chiếc bom bay cảm tử Yokosuka MXY-7 Ohka "Baka"

Chiếc đầu tiên trong bốn chiếc nguyên mẫu G4M2 bay vào tháng 12-1942. Nó khác các kiểu trước là gắn động cơ MK4P Kasei Kiểu 21 với cánh quạt 4-cánh, laminar flow wings and tháp pháo lưng vận hành bằng điện trang bị pháo 20 mm thay cho súng máy. Các khác biệt bên ngoài bao gồm mũi kính lớn hơn, súng hông không lồi ra, đầu cánh và đuôi tròn trịa.
G4M2 Kiểu 22Kiểu căn bản, chiếc sản xuất đầu tiên ra mắt tháng 7-1943.
G4M2 Kiểu 22 KoRất giống kiểu trên, mang radar dò mục tiêu Kiểu 3 Ku Mark 6, trang bị 2 pháo Kiểu-99Mark 1 20 mm thay cho các súng máy 7,7 mm bên hông.
G4M2 Kiểu 22 Otsupháo Kiểu-99 Mark 2 20 mm nòng dài gắn trên tháp pháo lưng.
G4M2a Kiểu 24Kiểu 22 cải tiến, động cơ MK4T Kasei-25 1.800 mã lực (1.340 kW), cửa khoang ném bom dạng lồi để mang nhiều bom hơn.
G4M2a Kiểu 24 Ko/OtsuVũ khí được cải tiến tương đương Kiểu 22 Ko/Otsu.
G4M2a Kiểu 24 HeiKiểu 24 Otsu cải tiến, một súng máy Kiểu-2 13 mm gắn trước mũi, anten radar được dời lên phía trên.
G4M2b Kiểu 25Một chiếc G4M2a trang bị động cơ MK4T-B Kasei-25 Otsu 1.825 mã lực (1.360 kW). Chỉ thử nghiệm.
G4M2c Kiểu 26Hai chiếc G4M2a trang bị động cơ MK4T-B Ru Kasei-25b 1.825 mã lực (1.360 kW) có bơm tăng áp.
G4M2d Kiểu 27Một chiếc G4M2 trang bị động cơ MK4V Kasei-27 1.795 mã lực (1.340 kW).
G4M2e Kiểu 24 TeiPhiên bản đặc biệt dùng chuyên chở máy bay cảm tử (bom bay) Kugisho/Yokosuka MXY-7 "Ohka" (Baka) Kiểu 11, được cải tiến từ những chiếc G4M2a Kiểu 24 Otsu và 24 Hei. có vỏ giáp bảo vệ phi công và thùng nhiên liệu trong thân.

### G4M3

G4M1 Kiểu 11 đời giữa hoặc cuối

G4M3 Kiểu 34Thiết kế lại dựa trên G4M2, thêm thùng nhiên liệu tự hàn kín và cải tiến vỏ giáp bảo vệ, thiết kế lại cánh và cánh đuôi, trang bị 2 súng máy Kiểu-92 7,7 mm ở mũi và các vị trí bên hông, 1 pháo Kiểu-99-1 20 mm trên tháp súng lưng và sau đuôi. Tải trọng chiến đấu tăng lên 1.000 kg bom hoặc 1 ngư lôi 800 kg.
G4M3a Kiểu 34 KoPhiên bản vận tải và chống tàu ngầm, cải tiến vũ khí, chỉ thử nghiệm.
G4M3 Kiểu 36Kiểu nguyên mẫu. Hai chiếc G4M2 Kiểu 34 trang bị động cơ Mitsubishi MK4-T Kasei-25b Ru 1.825 mã lực (1.360 kW).

### G6M1
G6M1Máy bay Tiêm kích Hạng nặng Tầm xa Hải quân loại 1. Kiểu đầu tiên của loạt, trang bị pháo Kiểu-99 20 mm cạnh thân và ở đuôi, 1 súng máy 7,7 mm trước mũi và 1 pháo 30 mm dưới bụng phía trước. 30 chiếc.
G6M1-KHuấn luyện Hải quân Kiểu 1, là chiếc G6M1 cải tiến.
G6M1-L2Vận tải Hải quân Kiểu 1.

## Các nước sử dụng
Nhật Bản
- Không lực Hải quân Đế quốc Nhật Bản

 Anh Quốc
- Không quân Hoàng gia Anh sử dụng ít nhất một chiếc máy bay chiếm được để đánh giá.

 Hoa Kỳ
- Không quân Hoa Kỳ sử dụng máy bay chiếm được để đánh giá.

## Đặc điểm kỹ thuật (Mitsubishi G4M Kiểu 22)

Mitsubishi G4M

### Đặc tính chung
- Đội bay: 07 người: phi công, phi công phụ, hoa tiêu/ném bom, điện báo viên/xạ thủ súng máy, xạ thủ súng máy (3)
- Chiều dài: 19,6 m (64 ft 4 in)
- Sải cánh: 24,9 m (81 ft 8 in)
- Chiều cao: 6,0 m (19 ft 8 in)
- Trọng lượng không tải: 8.160 kg (17.990 lb)
- Trọng lượng cất cánh tối đa: 12.500 kg (27.557 lb)
- Động cơ: 2 x động cơ Mitsubishi Kasei-25 bố trí hình tròn, công suất 1.850 mã lực (1.380 kW) mỗi động cơ

### Đặc tính bay
- Tốc độ lớn nhất: 437 km/h (270 mph)
- Tầm bay tối đa: 4.725 km (2.935 mi)
- Trần bay: 8.950 m (29.350 ft)

### Vũ khí
- 2 x pháo Kiểu 99 20 mm
- 4 x súng máy 7,7 mm
- 1000 kg (2.205 lb) bom hoặc ngư lôi

## Nội dung liên quan

### Máy bay liên quan
- Mitsubishi G3M

### Máy bay tương tự
- Bristol Beaufort
- Heinkel He 111
- Martin B-26 Marauder
- North American B-25 Mitchell
- Vickers Wellington

### Loạt thiết kế
G1M - G2H - G3M - G4M - G5N - G6M - G7M

### Danh sách khác
- Danh sách máy bay trong Chiến tranh Thế giới II
- Danh sách máy bay ném bom